# Bastiljen
Bastiljen (franska: [bastij]
 ( lyssna)) var en fästning som var del i Paris försvarsverk, uppförd i slutet av 1300-talet och påbyggd i flera etapper. Stormningen av bastiljen 14 juli 1789 brukar ses som startskottet till den franska revolutionen. Snart därefter revs fästningen av folket i Paris.
La Bastille Saint-Antoine var ursprungligen avsedd att försvara Saint-Antoineporten in i Paris och började anläggas omkring 1370. Fästningen mätte 66 x 34 meter och vid de fyra tornen var den 24 meter hög. Runt Bastiljen fanns en 8 meter djup vallgrav. I senare skeden tillkom ytterligare fyra torn. Samtliga torn namngavs som de Coin (Hörntornet), de la Chapelle (kapelltornet), du Trésor (skatt- eller skattkammartornet), de la Comté (grevskapstornet), de la Bertaudière, de la Basinière, du Puits (källornas eller brunnarnas torn) och de la Liberté (frihetstornet). Innanför murarna fanns två borggårdar.

## Fästningen blir fängelse
Redan under medeltiden började Bastiljen även att användas som ett fängelse. Bastiljens militära betydelse minskade kraftigt när en ny ringmur konstruerades och fästningen kom att användas som representationsslott, och under Henrik IV:s tid förvarades statskassan här. Kardinal Armand Jean du Plessis de Richelieu omvandlade den till statsfängelse under tidigt 1600-tal. Ännu under Fronden fungerade dock Bastiljen som försvarsanläggning.
Fängelset var främst avsett för aristokrater och som sådant inrättades det tämligen bekvämt. Fångarna kunde till och med disponera vackra våningar med tjänstefolk och goda måltider. Totalt rymdes ett 40-tal fångar i fästningen; ytterligare och långt mindre behagliga utrymmen fanns för ofrälse fångar i källarrummen, les cachots, men efter 1600-talet hade användandet av dessa fängelsehålor minskat, och från 1774 upphörde även användandet av tortyr i fängelset. I själva verket var Bastiljen ett av de mer humana fängelserna i dåtidens Europa.
Det dåliga ryktet uppkom främst genom den hemlighetsfullhet som omgav fängelset, och det rättsliga godtycket vid många arresteringar genom de så kallade lettre de cachet, som gjorde att en skriftlig order från kungen var allt som behövdes, för att inspärras i fängelset.
Fångarna kom att domineras av regimkritiker såsom Voltaire, men även av omoraliska adelsmän som markis de Sade. Voltaire skriver också om den mystiske fången Mannen med järnmasken.
Antalet fångar var aldrig stort - under Ludvig XIV:s tid insattes i medeltal 30 personer om året, de flesta för en kort tid. Under Ludvig XVI:s tid var antalet 16 per år, och Bastiljens rivning var planerad. Vid stormningen fanns totalt 7 fångar – 4 falskmyntare, 2 psykiskt sjuka och en brottsling ur en förnäm familj som inspärrats på släktingarnas begäran.

## Stormningen av Bastiljen
Den 14 juli 1789 stormades Bastiljen och händelsen markerade starten på franska revolutionen. Vissa menar att Bastiljen upptog ett särskilt intresse hos revolutionärerna just på grund av dess symbolvärde som orättvisans och det juridiska godtyckets fängelse. Upptakten till stormningen var dock en helt annan. 
Stadens befolkning var sedan flera dagar tillbaka orolig över att de utländska trupper som posterats runt Paris skulle komma att användas för att bekämpa revolutionen. En borgerskapets milis om 40 000-50  000 man hade bildats men saknade vapen. Efter flera försök lyckades man hämta ett mycket stort antal gevär och ett dussin kanoner från les Invalides. Milisen saknade dock fortfarande kulor och krut. Någon visste dock att båda delar förvarades i stor mängd i Bastiljen.
En delegation begav sig till fästningens guvernör, Bernard-René de Launay för att begära att han skulle lämna ut kulorna och krutet. Frågan diskuterades över en lunchmåltid på Bastiljen, men delegationen sändes åter med oförrättat uppdrag då guvernören vägrade gå dem till mötes. De Launay hade haft för avsikt att låta spränga fästningen för att hindra den att falla i upprorsmännens händer, men hindrades av sina officerare.
Först efter att ytterligare en delegation besökt Bastiljen och ett stort antal milismedlemmar samlats framför fästningen beordrade guvernören sina 32 schweiziska soldater och 82 krigsskadade veteraner att öppna eld. Ytterligare två delegationer mötte guvernören innan slutligen en före detta sergeant från schweizergardet placerade de tidigare på dagen överkomna kanonerna framför fästningen och siktade mot dess port och upphöjda vindbrygga. Porten gav vika för kanonssalvan och vid femtiden stormade slutligen folket Bastiljen.
de Launay och övriga officerare dödades efter kapitulationen, tillsammans med delar av besättningen.

### Kritik av historieskrivningen
Två dagar senare började Bastiljen förstöras av en privat entreprenör på uppdrag av staden. En stor andel av stenarna användes för att bygga Concordebron. Beslut eller önskningar om Bastiljens destruktion har dock noterats i stadens böcker redan 1784, alltså fem år tidigare. Historiekritiker menar att brev och texter från tidsperioden också visar att stormningen genomfördes av en relativt begränsad grupp revolutionärer utan något större blodbad eller bakomliggande plan. På det stora hela verkar folket varken ha fruktat eller hatat fästningen. Därmed, menar man, motsägs vittnesbörd från historieromantiker som vill skapa ett franskt nationalögonblick.
En alternativ historieskrivning som framförts nämner inte milisens behov av kulor och krut som huvudorsak för stormningen. I stället anför man att det centrala var att slå ut rojalisternas hotfulla fästning, vars kanoner riktats mot Paris fattiga stadsdelar. Stormningen, menar man, ska ha kommit i samma ögonblick som hovet för första gången försökte sig på att starta en kontrarevolution.

### Bastiljdagen
På den första årsdagen av stormningen samlades Parisborna för att på Bastiljplatsen fira la Fête de la Fédération. Festen kom att handla om symbolen för den revolutionära och moderna franska nationen, men också om alla fransmäns försoning och enhet. Först 90 år senare, 1880, beslutade Nationalförsamlingen att den 14 juli skulle vara en årlig Fête Nationale, nationaldag. Firandet den 14 juli högtidlighåller alltså både stormningen och den försonande moderna franska staten.

## Dagens Place de la Bastille
På dagens Bastiljplats står Julikolonnen, rest 1833-1840 som ett minnesmärke över 1830 års Julirevolution. Metrostationen Bastille trafikeras av tre linjer, däribland den ursprungliga stamlinjen. I den underjordiska stationen visas också rester av grunden till det gamla fängelset. L'Opéra Bastille är en av Opéra National de Paris två scener.

## Galleri

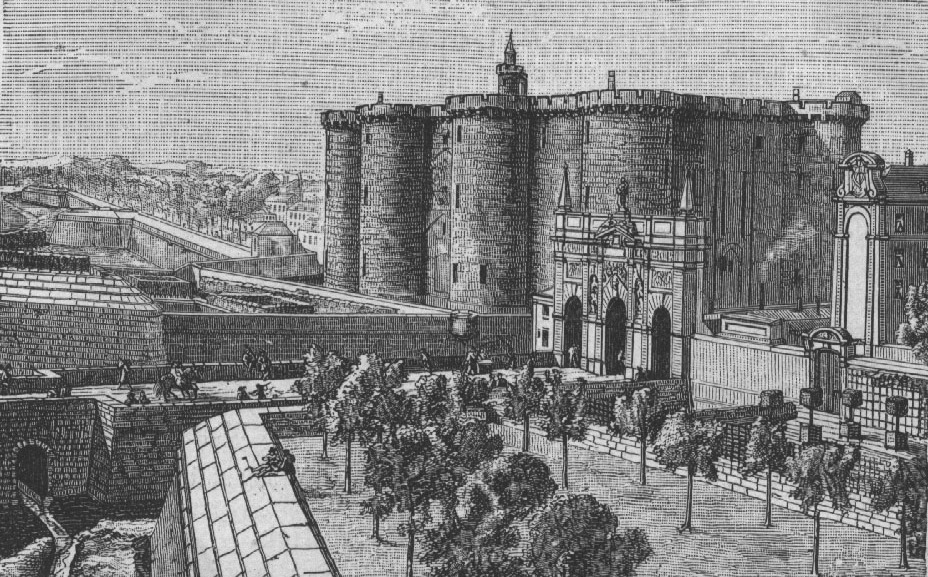
Bastiljen innan den förstördes. Teckning från 1800-talet.
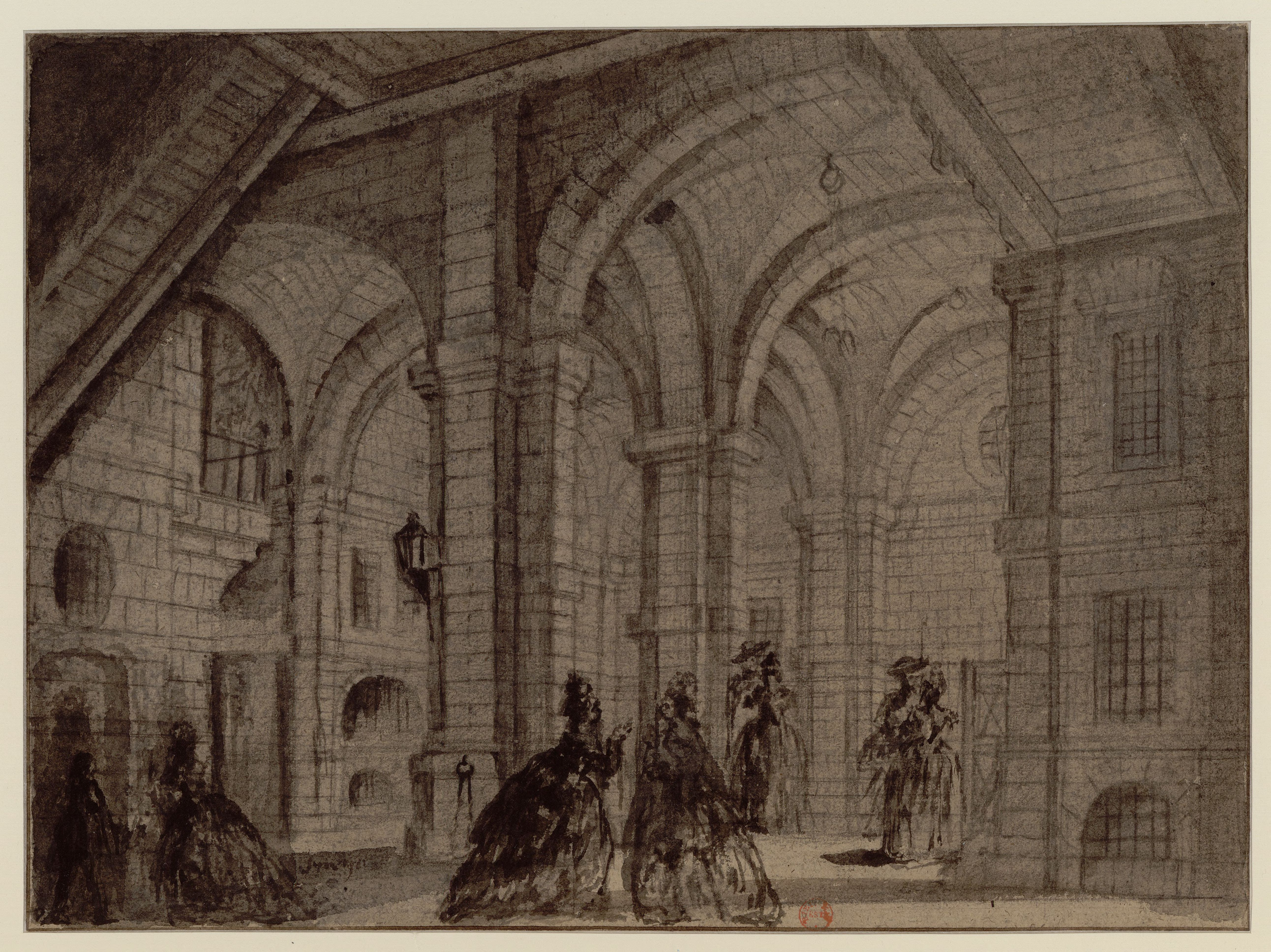
Interiör. Teckning från 1785 av Jean Honoré Fragonard.
Stormningen av Bastiljen. Målning av Jean-Pierre Louis Laurent Houel.
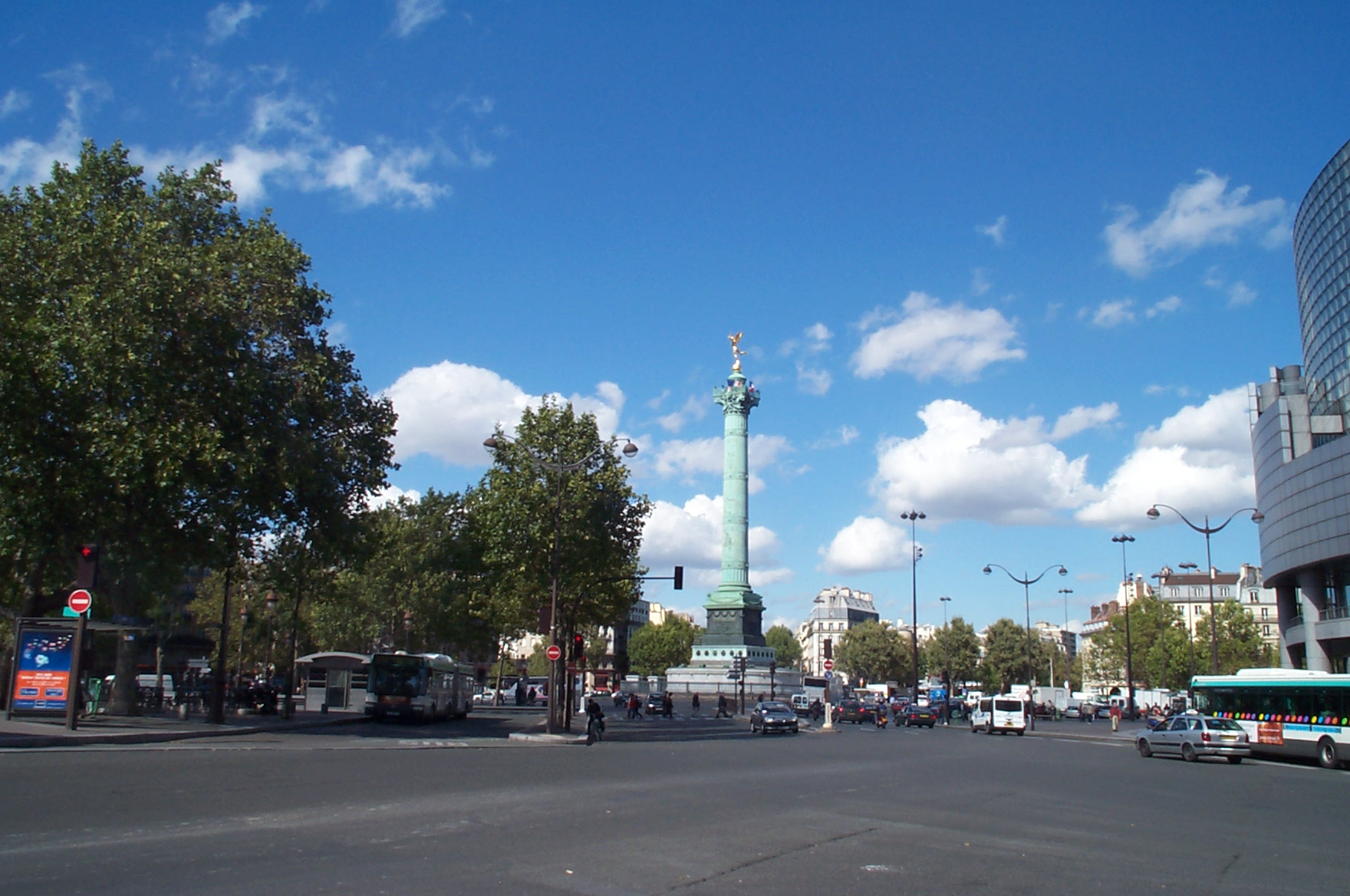
Dagens Place de la Bastille, med Julikolonnen i mitten och Bastiljoperan till höger.